# Libéria nos Jogos Olímpicos de Verão de 2000
Libéria participou dos Jogos Olímpicos de Verão de 2000 em Sydney, Austrália.